# Pierre Roger Ducos
Pierre Roger Ducos (ur. 25 lipca 1747 w Montfort-en-Chalosse, zm. 16 marca 1816 w Ulm), znany także jako Roger Ducos – francuski polityk aktywny podczas Wielkiej Rewolucji Francuskiej i Pierwszego Cesarstwa Francuskiego, członek Konwentu Narodowego oraz Dyrektoriatu.

## Życiorys

### Pochodzenie i rodzina
Pierre Roger Ducos był synem Philiberta Ducos (1713–1771), królewskiego notariusza, adwokata i seneszala w Montfort-en-Chalosse, oraz Jeanne-Marie Leclercq (1716–1775). Pierre studiował prawo w Tuluzie, a jego bratem był Nicolas Ducos (1756–1823), generał i baron Cesarstwa.
Był żonaty z Marthe de Tachoires, z którą wziął ślub 21 lutego 1775 roku i z którą miał kilkoro dzieci, w tym Jean-Jacques Rogera (1784–1862), hrabiego Ducos. 

### Podczas rewolucji
Został wybrany do Konwentu Narodowego, gdzie wszedł w skład tzw. Bagna (ugrupowania nie posiadającego wyraźnej wizji politycznej, lecz którego głosy były kluczowe dla przegłosowania projektów wysuwanych przez jakobinów bądź żyrondystów). Ducos głosował za ścięciem króla Ludwika XVI, ale podczas sprawowania funkcji deputowanego nie pełnił kluczowej roli w pracach Konwentu.
Później Pierre był członkiem Rady Pięciuset, której w 1797 roku przez krótki czas przewodniczył. Po zakończeniu okresu sprawowania przez niego urzędu został sędzią pokoju, jednakże po zamachu stanu przeprowadzonym przez Barthélemy’ego Jouberta 30 Prairiala roku VII (18 czerwca 1799) został mianowany członkiem Dyrektoriatu, dzięki protekcji Paula Barrasa, który liczył, że Roger Ducos zostanie jego poplecznikiem.

### Konsulat, Cesarstwo i wygnanie
9 listopada 1799 roku Ducos zaakceptował zamach stanu Napoleona Bonapartego (przewrót 18 Brumaire'a), dzięki czemu został jednym z trzech konsulów, obok Napoleona i Emmanuel-Joseph Sieyèsa, którą to funkcję pełnił do 27 grudnia tego samego roku. Zajmował również stanowisko wiceprzewodniczącego Senatu od momentu ustabilizowania się formuły Konsulatu. Był wielokrotnie honorowany podczas istnienia Cesarstwa, jednakże w 1814 roku opuścił Napoleona i głosował za jego detronizacją.
Liczył na zyskanie przychylności nowych, rojalistycznych władz, jednak nie udało mu się to, a w 1816 roku został wygnany na podstawie prawa o królobójstwie i wyjechał do Niemiec. Zmarł 16 marca tego samego roku niedaleko Ulm na skutek wypadku konnego powozu.

## Odznaczenia
- Legia Honorowa
  - Légionnaire (2 października 1803)
  - Grand officier de la Légion d'honneur  (14 czerwca 1804)
- Krzyż wielki Orderu Cesarskiego Zjednoczenia